# Wilcze (Grande-Pologne)
Pour les articles homonymes, voir Wilcze.
Wilcze (prononciation : [ˈvilt͡ʂɛ]) est un village polonais de la gmina de Wolsztyn dans le powiat de Wolsztyn de la voïvodie de Grande-Pologne dans le centre-ouest de la Pologne.
Il se situe à environ 16 kilomètres au sud-ouest de Wolsztyn (siège de la gmina et du powiat) et à 78 kilomètres au sud-ouest de Poznań (capitale régionale).

## Histoire
De 1975 à 1998, le village faisait partie du territoire de la voïvodie de Zielona Góra.

Depuis 1999, Wilcze est situé dans la voïvodie de Grande-Pologne.
Le village possède une population de 77 habitants en 2014.